# VII. Kerületi SC
A VII. Kerületi SC egy megszűnt labdarúgócsapat, melynek székhelye Budapest VII. kerületében volt. A csapat legjobb eredménye az NB I-ben egy hatodik helyezés még az 1920–21-es idényből. 1923-ban a klub beolvadt a Zuglói AC csapatába.

## Névváltozások
- 1913–1918 Festőmunkások Labdarúgó Egylete
- 1918–1923 VII. Kerületi Sport Club

## Híres játékosok
* a félkövérrel írt játékosok rendelkeznek felnőtt válogatottsággal.
- Rémay Gyula

## Sikerek
NB I
- Résztvevő: 1920–21, 1921–22

NB II
- Bajnok: 1919–20